# Colossenses 4
Colossenses 4 é o quarto e último capítulo da Epístola aos Colossenses, de autoria do Apóstolo Paulo, no Novo Testamento da Bíblia.

## Estrutura
A Tradução Brasileira da Bíblia organiza este capítulo da seguinte maneira:
- Colossenses 4:1 - Os deveres domésticos (continuação de Colossenses 3)
- Colossenses 4:2-6 - Exortação à oração e discrição
- Colossenses 4:7-9 - Tíquico e Onésimo
- Colossenses 4:10-17 - Saudações finais
- Colossenses 4:18 - Saudação pessoal. A bênção